# Communauté de communes Provence d'Argens en Verdon
La Communauté de communes Provence Verdon remplace la Communauté de communes Provence d'Argens en Verdon.    
La Communauté de communes Provence Verdon, dont le siège administratif est situé à Varages depuis l'été 2016, rassemble 15 communes du Nord Ouest Varois. Elle existe depuis le 1er janvier 2014. Elle est issue de la fusion de la Communauté de communes Verdon Mont Major et de la Communauté de communes Provence d'Argens en Verdon (moins la commune de Bras)      
La communauté de communes Provence d'Argens en Verdon a été créée en 2002. Elle regroupait alors neuf communes du département du Var (Barjols, Bras, Brue-Auriac, Esparron de Pallières, Pontevès, Saint Martin de Pallières, Seillons Source d'Argens, Tavernes, Varages). En 2010, deux nouvelles communes ont intégré l'intercommunalité (Fox-Amphoux et Montmeyan). Toutes ces communes sauf Bras (10 communes) font désormais partie de la Communauté de communes Provence Verdon, avec les 5 communes de l'ex-communauté de communes Verdon Mont Major. 

## Composition
Les communes concernées sont :
| Nom                       | Code Insee | Gentilé         | Superficie (km2) | Population (dernière pop. légale) | Densité (hab./km2) |
| ------------------------- | ---------- | --------------- | ---------------- | --------------------------------- | ------------------ |
| Varages (siège)           | 83145      | Varageois       | 35,11            | 1 171 (2014)                      | 33                 |
| Barjols                   | 83012      | Barjolais       | 30,06            | 3 089 (2014)                      | 103                |
| Bras                      | 83021      | Brassois        | 34,93            | 2 591 (2014)                      | 74                 |
| Brue-Auriac               | 83025      | Brussois        | 36,73            | 1 289 (2014)                      | 35                 |
| Esparron                  | 83052      | Esparronnais    | 30,04            | 344 (2014)                        | 11                 |
| Fox-Amphoux               | 83060      | Foxois          | 40,76            | 486 (2014)                        | 12                 |
| Montmeyan                 | 83084      | Montmeyannais   | 39,43            | 580 (2014)                        | 15                 |
| Pontevès                  | 83095      | Pontois         | 41,07            | 800 (2014)                        | 19                 |
| Saint-Martin-de-Pallières | 83114      | Saint-Martinais | 26,33            | 249 (2014)                        | 9,5                |
| Seillons-Source-d'Argens  | 83125      | Seillonnais     | 25,11            | 2 525 (2014)                      | 101                |
| Tavernes                  | 83135      | Tavernais       | 31,15            | 1 360 (2014)                      | 44                 |

## Budget et fiscalité
- Total des produits de fonctionnement : 3 410 000 €, soit 259 € par habitant
- Total des ressources d’investissement : 946 000 €, soit 72 € par habitant
- Endettement : 350 000 €, soit 27 € par habitant[2].